# 54963 Sotin
54963 Sotin este un asteroid din centura principală de asteroizi.

## Descriere
54963 Sotin este un asteroid din centura principală de asteroizi. A fost descoperit pe 12 august 2001 la Observatorul Palomar în cadrul programului NEAT. Asteroidul prezintă o orbită caracterizată de o semiaxă mare de 2,77 ua, o excentricitate de 0,18 și o înclinație de 8,4° în raport cu ecliptica.